# Placówka Straży Granicznej II linii „Hel”
Placówka Straży Granicznej II linii „Hel” – jednostka organizacyjna Straży Granicznej pełniąca służbę ochronną na granicy państwowej w latach 1929–1939.

## Formowanie i zmiany organizacyjne
Rozporządzeniem Prezydenta Rzeczypospolitej Polskiej Ignacego Mościckiego z 22 marca 1928 roku, do ochrony północnej, zachodniej i południowej granicy państwa, a w szczególności do ich ochrony celnej, powoływano z dniem 2 kwietnia 1928 roku  Straż Graniczną.
Rozkazem nr 1 dowódcy Straży Granicznej płk. Jana Jura-Gorzechowskiego z 29 kwietnia 1929 roku w sprawie zmian w organizacji Pomorskiego Inspektoratu Okręgowego zmieniał częściowo organizację Inspektoratu i powołał komisariat Straży Granicznej „Hel”, a w jego składzie placówkę Straży Granicznej II linii „Hel”.
Rozkazem nr 12 z 14 lipca 1939 roku w sprawie reorganizacji placówek II linii i posterunków wywiadowczych oraz obsady personalnej, komendant Straży Granicznej gen. bryg. Walerian Czuma zniósł placówkę II linii „Hel”.